# Suika Game
Suika Game (ou Watermolon Game), parfois appelé le jeu de la pastèque, est un jeu vidéo japonais de réflexion développé par Aladdin X, sorti sur Nintendo Switch et navigateur web.
Le 9 décembre 2021, le jeu sort au Japon via le Nintendo eShop. Le 20 octobre 2023, le jeu sort dans le reste du monde.
Depuis sa sortie internationale, le jeu connaît un succès assez important, notamment grâce à la plateforme de streaming Twitch.

## Système de jeu
Le concept du jeu se base sur le jeu de navigateur chinois Merge Big Watermelon. Le but de Suika Game est de faire tomber des fruits (le plus souvent de forme ronde) dans un récipient carré afin de les combiner, ce qui les transforme en de plus gros fruits, jusqu'à l'obtention d'une pastèque (Suika signifie pastèque en japonais),. Une partie n'est pas limitée par le temps mais par l'espace disponible : la partie est perdue dès que l'un des fruits dépasse complètement du récipient. La pression libérée par la fusion de deux fruits identiques peut d'ailleurs faire sauter un des fruits en dehors du récipient. Le joueur gagne un nombre de points de plus en plus important au fur et à mesure des fruits fusionnés. Les fruits sont distribués au joueur de manière aléatoire parmi les cinq premiers fruits du cycle. Le joueur sait également quel fruit viendra après celui qu'il a en main. Si le joueur parvient à fusionner deux pastèques, qui constitue d'ailleurs un des challenges du jeu au-delà du meilleur score, celles-ci disparaissent et libèrent l'espace.

### Cycle des fruits
Le cycle comprend onze fruits. Quand deux fruits identiques se touchent, ils fusionnent et donnent le prochain fruit du cycle :
- Cerise, leur fusion donne 1 point.
- Fraise, 3 points.
- Mûre, 6 points.
- Dekapon, 10 points.
- Kaki, 15 points.
- Pomme, 21 points.
- Poire, 28 points.
- Pêche, 36 points.
- Ananas, 45 points.
- Melon, 55 points.
- Pastèque, 66 points et disparition.

## Développement
Suika Game est d'abord développé par le fabricant Aladdin X comme une application gratuite en récompense de l'achat de leur support lumineux.
Le jeu reprend les codes visuels chibi, style typiquement japonais.

## Réception
Suika Game est comparé par la critique comme un mélange entre Tetris et 2048.
Le jeu connaît un regain d'intêret à partir de septembre 2023, grâce à la diffusion du jeu par les créateurs de contenu japonais (en particulier les youtubeurs virtuels),. D'ailleurs, au cours de cette période, il dépasse la barre du million d'exemplaire vendu sur la boutique en ligne Nintendo. Le jeu est vendu à trois euros.
À la mi-octobre 2023, Suika Game est téléchargé plus de 2 millions de fois au Japon avant sa sortie internationale.
En janvier 2024, le jeu cumule plus de 4 millions d'exemplaires vendus sur le Nintendo eShop,.